# Thủy điện Trung Thu
Thủy điện Trung Thu là công trình thủy điện xây dựng trên dòng Nậm Mức tại hai xã Trung Thu huyện Tủa Chùa, và xã Pa Ham huyện Mường Chà, tỉnh Điện Biên, ở vùng tây bắc Việt Nam..
Thủy điện Trung Thu có công suất lắp máy 29,6 MW gồm 2 tổ máy, khởi công tháng 8/2014 , hoàn thành tháng 11/2016 .

## Nậm Mức
Nậm Mức là một phụ lưu nhỏ của sông Đà, bắt nguồn từ hợp lưu sông suối tại biên giới Việt - Lào ở ranh giới giữa hai xã Mường Mươn và Mường Pồn, chảy uốn lượn theo hướng chính là đông bắc, sau là hướng bắc.
Đến bản Nậm Mức xã Xá Tổng thì dòng Nậm Mức đổ vào sông Đà .